# Кантовка
Кантовка (укр. Кантівка) — село в Хмельницком районе Хмельницкой области Украины.
Население по переписи 2001 года составляло 26 человек. Почтовый индекс — 31171. Телефонный код — 3854. Занимает площадь 0,219 км². Код КОАТУУ — 6824286204.

## Местная власть
31160, Хмельницкая обл., Хмельницкий р-н, с. Миролюбное.